# Cotula macroglossa
Cotula macroglossa là một loài thực vật có hoa trong họ Cúc. Loài này được Bolus ex Schltr. mô tả khoa học đầu tiên năm 1899.